# Bankon
El bankon, abo, abaw, bo o bon és una llengua bantu parlada al departament de Moungo, a la Regió Litoral (Camerun). Té una similitud lèxica del 86% amb el rombi, que es parla al proper departament de Meme de la Regió del Sud-oest (Camerun).

## Varietats
Amb 1.300 parlants , el lombe i el bankon són dos dialectes de la mateixa llengua, amb més d'un 83% d'intel·ligibilitat mútua.
Els barombi afirmen venir de la terra dels abo, i els abo afirmen ser descendents dels barombi. Segons les llegendes ètniques locals, procedents del Congo, Nkon, fill de Lombi, s'establí a l'actual zona de Bankon o Abo, mentre que el seu pare Lombi va continuar més al nord per fundar els actuals assentaments de Barombi.
El subgrup septentrional dels abo ha arribat més recentment i és d'origen duala; això explica per què els abo són considerats germans dels duala, o fins i tot confosos amb ells, tot i que la seva llengua és més propera al grup basaa  Els abo (com tots els barombi) també parlen duala.
El lombe, un dialecte del poble barombi, es parla a la regió sud-oest en tres zones diferents: dues son al departament de Mémé. El primer es troba al nord del Mont Camerun entorn del llac Barombi-Koto, i el és a l'oest de Kumba, al voltant del llac Barombi Mbo (ambdós al municipi de Kumba). El tercer, més a l'oest, és al departament de Ndian, municipi d'Ekondo-Titi, al nord-est de la ciutat d'Ekondo-Titi. Totes tres zones son dins de l'àrea de parla oroko oriental.
En la genealogia ètnica/folklòrica, Lombi és ancestral de Nkon, que és ancestral de Bo, segons les genealogies recollides per Dika-Akwa.
El bankon es parla al nord de l'estuari del Wouri a tota la part nord del municipi de Dibombari (al departament de Mungo, regió Litoral) entre la zona lingüística mbo al nord i oest, i la zona lingüística duala al sud i est.

## Fonologia
El bankon contrasta quatre tons en síl·labes curtes: agut, greu, ascendent i descendent. El repertori fonològic del bankon és el següent:

### Vocals
|             | Anterior | Posterior |
| ----------- | -------- | --------- |
| Tancada     | i iː     | u uː      |
| semitancada | e eː     | o oː      |
| semioberta  | ɛ ɛː     | ɔ ɔː      |
| Obre        | a aː     | a aː      |

### Consonants
|            |            | Bilabial | Labialitzat bilabial | Coronal | Palatal | Velar | Labial-velar |
| ---------- | ---------- | -------- | -------------------- | ------- | ------- | ----- | ------------ |
| Nasal      | Nasal      | m        | mʷ                   | n       | ɲ       | ŋ     | ŋʷ           |
| Oclusiva   | Pre-nasal  | ᵐb       | ᵐbʷ                  | ⁿd      | ᶮdʒ     | ᵑɡ    | ᵑɡʷ          |
| Oclusiva   | veu        |          | bʷ                   | d       | dʒ      | ɡ     |              |
| Oclusiva   | Implosiva  | ɓ        |                      |         |         |       |              |
| Oclusiva   | Sorda      | p        |                      | t       | tʃ      | k     | kʷ ~ kp      |
| Fricativa  | Fricativa  | f        |                      | s       |         | ɣ     |              |
| Ròtic      | Ròtic      |          |                      | ɾ       |         |       |              |
| Lateral    | Lateral    |          |                      | l       |         |       |              |
| Aproximant | Aproximant |          |                      |         | j       |       | w            |